# Пипак енд Гладстон (Њу Џерзи)
Пипак енд Гладстон (енгл. Peapack and Gladstone) град је у америчкој савезној држави Њу Џерзи.

## Демографија
По попису из 2010. године број становника је 2.582, што је 149 (6,1%) становника више него 2000. године.
| Група             | 2000.         | 2010.         |
| Белци             | 2.221 (91,3%) | 2.124 (82,3%) |
| Афроамериканци    | 76 (3,1%)     | 105 (4,1%)    |
| Азијати           | 30 (1,2%)     | 50 (1,9%)     |
| Хиспаноамериканци | 92 (3,8%)     | 281 (10,9%)   |
| Укупно            | 2.433         | 2.582         |